# Elisabeth Shue
Elisabeth Judson Shue (Wilmington, 6 ottobre 1963) è un'attrice statunitense.
Ha ricevuto una candidatura all'Oscar alla miglior attrice per Via da Las Vegas.

## Biografia
Figlia di una famiglia ricca, la madre, Ellen Wells, era una banchiera statunitense di origini inglesi, mentre il padre, James Shue, è un avvocato statunitense di remote origini tedesche. Quando i genitori divorziano lei aveva 9 anni. Intraprende gli studi superiori e, nel frattempo, appare in alcuni spot pubblicitari. Il debutto cinematografico avviene nel 1984, con la partecipazione al primo film della saga di Karate Kid, in cui interpreta la fidanzata di Daniel LaRusso (Ralph Macchio).
Da allora le sue interpretazioni la vedono protagonista in film di grande successo, quali Cocktail, Ritorno al futuro - Parte II e Ritorno al futuro - Parte III, Via da Las Vegas, film in cui è co-protagonista con Nicolas Cage e per il quale riceve l'Independent Spirit Award per la miglior attrice protagonista. Oltre alla partecipazione da coprotagonista nel film Il Santo, con Val Kilmer, recita nel thriller L'uomo senza ombra accanto a Kevin Bacon e a Josh Brolin e nel 2012 interpreta l'horror Hates - House at the End of the Street col premio Oscar Jennifer Lawrence. 
Dal 2012 al 2015 ha fatto parte del cast principale della serie televisiva CSI - Scena del crimine, esordendo nel quattordicesimo episodio della dodicesima stagione, mentre nel 2019, è stata tra le protagoniste della serie televisiva The Boys, prodotta da Amazon Studios. Nel 2019 è comparsa nella serie televisiva Cobra Kai, sequel della saga di Karate Kid, nella quale aveva impersonato Ali.

## Vita privata
È moglie del regista e produttore Davis Guggenheim, con cui ha avuto tre figli: Miles William (nato l'11 novembre 1997), Stella Street (nata il 19 marzo 2001) e Agnes Charles Guggenheim (nata il 18 giugno 2006). Anche il fratello, Andrew Shue, è attore.

## Filmografia

### Cinema
- Somewhere, Tomorrow, regia di Robert Wiemer (1983)
- Per vincere domani - The Karate Kid (The Karate Kid), regia di John G. Avildsen (1984)
- Link, regia di Richard Franklin (1986)
- Tutto quella notte (Adventures in Babysitting), regia di Chris Columbus (1987)
- Doppio scambio, regia di David Greenwalt (1987)
- Cocktail, regia di Roger Donaldson (1988)
- Ritorno al futuro - Parte II (Back to the Future Part II), regia di Robert Zemeckis (1989)
- Ritorno al futuro - Parte III (Back to the Future Part III), regia di Robert Zemeckis (1990)
- Bella, bionda... e dice sempre sì (The Marrying Man), regia di Jerry Rees (1991)
- Bolle di sapone (Soapdish), regia di Michael Hoffman (1991)
- 4 fantasmi per un sogno (Heart and Souls), regia di Ron Underwood (1993)
- Un pezzo da 20 (Twenty Bucks), regia di Keva Rosenfeld (1993)
- Via da Las Vegas (Leaving Las Vegas), regia di Mike Figgis (1995)
- Effetto black out (The Trigger Effect), regia di David Koepp (1996)
- Torbide ossessioni (Underneath), regia di Steven Soderbergh (1996)
- Harry a pezzi (Deconstructing Harry), regia di Woody Allen (1997)
- Il Santo (The Saint), regia di Phillip Noyce (1997)
- Palmetto - Un torbido inganno (Palmetto), regia di Volker Schlöndorff (1998)
- City of Angels - La città degli angeli (City of Angels), regia di Brad Silberling (1998) - cameo non accreditato
- La cugina Bette (Cousin Bette), regia di Des McAnuff (1998)
- Molly, regia di John Duigan (1999)
- L'uomo senza ombra (Hollow Man), regia di Paul Verhoeven (2000)
- Mysterious Skin, regia di Gregg Araki (2004)
- Nascosto nel buio (Hide and Seek), regia di John Polson (2005)
- Dreamer - La strada per la vittoria (Dreamer: Inspired by a True Story), regia di John Gatins (2005)
- Il mio sogno più grande (Gracie), regia di Davis Guggenheim (2007)
- First Born, regia di Isaac Webb (2007)
- Hamlet 2, regia di Andrew Fleming (2008)
- Don McKay - Il momento della verità (Don McKay), regia di Jake Goldberger (2009)
- Piranha 3D, regia di Alexandre Aja (2010)
- Janie Jones, regia di David M. Rosenthal (2010)
- Il matrimonio che vorrei (Hope Springs), regia di David Frankel (2012)
- Hates: House at the End of the Street (House at the End of the Street), regia di Mark Tonderai (2012)
- Chasing Mavericks - Sulla cresta dell'onda (Chasing Mavericks), regia di Curtis Hanson e Michael Apted (2012)
- Comportamenti molto... cattivi! (Behaving Badly), regia di Tim Garrick (2014)
- La battaglia dei sessi (Battle of the Sexes), regia di Jonathan Dayton e Valerie Faris (2017)
- Il giustiziere della notte - Death Wish (Death Wish), regia di Eli Roth (2018)
- Greyhound - Il nemico invisibile (Greyhound), regia di Aaron Schneider (2020)

### Televisione
- Il romanzo di Carlo e Diana (The Royal Romance of Charles and Diana), regia di Peter Levin – film TV (1982)
- Squadriglia top secret (Call to Glory) – serie TV, 23 episodi (1984-1985)
- Dream On – serie TV, 1 episodio (1993)
- Assalto a San Pedro (Blind Justice), regia di Richard Spencer – film TV (1994)
- Amy & Isabelle, regia di Lloyd Kramer – film TV (2001)
- Curb Your Enthusiasm – serie TV, 2 episodi (2009)
- CSI - Scena del crimine (CSI: Crime Scene Investigation) – serie TV, 71 episodi (2012-2015)
- The Boys – serie TV, 9 episodi (2019-2020)
- Cobra Kai – serie TV, 2 episodi (2021)
- On the Verge – serie TV, 12 episodi (2021)
- Gen V - serie TV, 1 episodio (2023)

### Doppiaggio
- Tuck Everlasting - Vivere per sempre (Tuck Everlasting), regia di Jay Russell (2002)

## Riconoscimenti
- Premio Oscar
  - 1996 – Candidatura alla miglior attrice per Via da Las Vegas

## Doppiatrici italiane
Nelle versioni in italiano delle opere in cui ha recitato, Elisabeth Shue è stata doppiata da:
- Eleonora De Angelis in Bolle di sapone, 4 fantasmi per un sogno, L'uomo senza ombra, The Boys, Greyhound - Il nemico invisibile, Gen V
- Silvia Tognoloni in Per vincere domani - The Karate Kid, Link, Un pezzo da 20
- Emanuela Rossi in Ritorno al futuro - Parte II, Ritorno al futuro - Parte III, La cugina Bette
- Roberta Greganti in Assalto a San Pedro, Piranha 3D, Il matrimonio che vorrei
- Giuppy Izzo in Cocktail, Bella, bionda... e dice sempre sì
- Francesca Fiorentini in CSI - Scena del crimine, Hates: House at the End of the Street
- Giò Giò Rapattoni in Il mio sogno più grande, Il giustiziere della notte - Death Wish
- Barbara De Bortoli in Comportamenti molto... cattivi, La battaglia dei sessi
- Alessandra Korompay in Via da Las Vegas, Don McKay - Il momento della verità
- Chiara Colizzi in Leo, Nascosto nel buio
- Laura Boccanera in Tutto quella notte
- Silvia Pepitoni in Effetto black out
- Ilaria Stagni in Harry a pezzi
- Cristiana Lionello in Il Santo
- Marcella Silvestri in Palmetto - Un torbido inganno
- Micaela Esdra in Molly
- Gabriella Borri in Mysterious Skin
- Tiziana Avarista in Dreamer - La strada per la vittoria
- Marina Thovez in Cobra Kai
- Roberta Pellini in Super Pumped

Da doppiatrice è sostituita da:
- Aurora Cancian in Tuck Everlasting - Vivere per sempre
- Anna Cesareni in American Dad!